# Natura 2000-område nr. 39 Mønsted og Daugbjerg Kalkgruber og Mønsted Ådal
Natura 2000-område nr. 39 Mønsted og Daugbjerg Kalkgruber og Mønsted Ådal er en naturplan under det fælleseuropæiske Natura 2000-projekt. Planområdet  er et habitatområde, med et samlet areal på 740 ha, hvoraf 14,5 ha er statsejet. Området ligger for hovedparten i Viborg Kommune men en lille del mod nord ligger i Skive Kommune.

## Beskrivelse
Området strækker sig fra Daugbjerg og Mønsted i syd og går mod nord, primært langs Mønsted- og Jordbro-ådalene indtil Liebes- og Dalgas Plantager med lobeliesøen Birkesø nord for Stoholm.
I området ligger de to gamle kalkgruber Mønsted- og Daugbjerg kalkgruber. De to gruber har i århundreder leveret kalk til byggeri i første omgang til kirker, senere til andet byggeri, og fortsatte i Mønsted Kalkgruber frem til 1978. Kalkgruberne udgør en international meget vigtig overvintringslokalitet for flere arter flagermus, herunder bl.a. damflagermus og gruberne har desuden stor kulturhistorisk interesse. Det er desuden værd at nævne de rødlistede arter hjortetunge og bægerbregne, som forekommer med velkendte bestande i området.
Vandløbskvaliteten i områdets to store vandløb, Jordbro Å og Mønsted Å, er generelt god og vandløbene er levested for både bæklampret, grøn kølleguldsmed og odder. Ådalene indeholder nogle botanisk særdeles veludviklede kildevæld med karakteristisk vegetation, herunder væsentlige forekomster af den sjældne Blank Seglmos (Hamatocaulis vernicosus) og en i øvrigt veludviklet mosflora.
På kanterne af de stedvis ret stejle ådale findes arealer med artsrige sure overdrev og tørre heder. Landbrugsdriften, herunder græsning er stort set ophørt i de to ådale. Birkesø i den nordlige del af området har tidligere været en helt ren lobeliesø, der i udstrakt grad har været anvendt til badning. Omkring Birkesø og i den meget kuperede sydøstlige ende af området nær Mønsted Plantage ligger store hedeområder.
I Daugbjerg Plantage findes større arealer med artsrige stilkege-krat.
Flere af disse egekrat har i dag en fin drift med græsning. Ved Mønsted Kalkgruber blev 14 hektar skov i 2018 udpeget til ny anden biodiversitetsskov,  af hensyn til forekomsten af
særligt truede og sjældne arter, herunder truede overdrevsarter.
Et område på omkring 12 ha omkring Daugbjerg kalkgruber er fredet Dybdal Skov og Daugbjerg Kalkminer blev fredet i 1951 – og i 2003 .
Natura 2000-planen er vedtaget i 2011, hvorefter kommunalbestyrelserne
og Naturstyrelsen udarbejdede bindende handleplaner for
gennemførelsen af planen.  Planen videreføres og videreudvikles i senere planperioder.  Natura 2000-planen er koordineret med Vandplan 1.2 Limfjorden.